# Саут-Горин (Міссурі)
Саут-Горин (англ. South Gorin) — місто (англ. city) в США, в окрузі Скотланд штату Міссурі. Населення — 62 особи (2020).

## Географія
Саут-Горин розташований за координатами 40°21′31″ пн. ш. 92°1′32″ зх. д. / 40.35861° пн. ш. 92.02556° зх. д. (40.358515, -92.025430).  За даними Бюро перепису населення США в 2010 році місто мало площу 0,53 км², з яких 0,53 км² — суходіл та 0,00 км² — водойми.

## Демографія
Згідно з переписом 2010 року, у місті мешкала 91 особа в 44 домогосподарствах у складі 25 родин. Густота населення становила 173 особи/км².  Було 65 помешкань (123/км²).
Расовий склад населення:
| - 100,0 % — білих |

До двох чи більше рас належало 0,0 %. Частка іспаномовних становила 0,0 % від усіх жителів.
За віковим діапазоном населення розподілялося таким чином: 15,4 % — особи молодші 18 років, 58,2 % — особи у віці 18—64 років, 26,4 % — особи у віці 65 років та старші. Медіана віку мешканця становила 50,3 року. На 100 осіб жіночої статі у місті припадало 111,6 чоловіків;  на 100 жінок у віці від 18 років та старших — 113,9 чоловіків також старших 18 років.
Середній дохід на одне домашнє господарство  становив 37 856 доларів США (медіана — 29 583), а середній дохід на одну сім'ю — 44 343 долари (медіана — 34 000). За межею бідності перебувало 33,3 % осіб, у тому числі 70,6 % дітей у віці до 18 років та 25,0 % осіб у віці 65 років та старших.
Цивільне працевлаштоване населення становило 46 осіб. Основні галузі зайнятості: освіта, охорона здоров'я та соціальна допомога — 23,9 %, виробництво — 19,6 %, публічна адміністрація — 13,0 %, фінанси, страхування та нерухомість — 13,0 %.